# SIAI S.12
 (août 2016).
Le SIAI S.12 est un hydravion italien des années 1910, utilisé pour la reconnaissance et plus tard en course au Trophée Schneider.

## Conception et développement
La Societa Idrovolanti Alta Italia (SIAI), fit évoluer la conception du SIAI S.9 pour créer le SIAI S.12, un hydravion monomoteur biplan de reconnaissance et de bombardement. La Marine italienne ne fut pas intéressé et aucune commande ne fut passée.

## Histoire opérationnelle
L'avion fut utilisé pour courir la Coupe Schneider 1920, pour laquelle il fut renommé Savoia S.12. Le trophée fut remporté par l'Italie, la Grande-Bretagne s'étant retiré de la compétition. Le lieutenant Luigi Bolgna fut le seul pilote à terminer la course en complétant les 10 tours de circuit sur le Savoia S-12, atteignant une vitesse de 172,6 km/h. L'avion atteignit une vitesse maximale de 222 km/h, le 7 janvier 1921.